# Alfredo V. Bonfil, Veracruz
Alfredo V. Bonfil är en ort i Mexiko.   Den ligger i kommunen Álamo Temapache och delstaten Veracruz, i den sydöstra delen av landet, 240 km nordost om huvudstaden Mexico City. Alfredo V. Bonfil ligger 166 meter över havet och antalet invånare är 104.
Terrängen runt Alfredo V. Bonfil är platt åt nordost, men åt sydväst är den kuperad. Alfredo V. Bonfil ligger uppe på en höjd. Runt Alfredo V. Bonfil är det ganska tätbefolkat, med 65 invånare per kvadratkilometer. Närmaste större samhälle är Temapache, 5,7 km sydväst om Alfredo V. Bonfil. Trakten runt Alfredo V. Bonfil består till största delen av jordbruksmark.